# 祝庭勋
祝庭勋（1932年—），生于江苏省淮安市，曾就读南京金陵大学附属中学（现南京市金陵中学），1949年肄业参加中国人民解放军。历任新华社随军记者，中国人民解放军第16军47师政治部宣传干事，沈阳军区政治部编辑，秘书科副科长，沈阳军区政治部副秘书长，总政治部秘书处副处长，总政治部秘书处处长，总政治部副秘书长，总政治部群众工作部部长，解放军报社社长。1971年至1974年间，祝庭勋担任李德生的秘书。
1988年被授予少将军衔。曾荣获胜利功勋荣誉奖章。1994年离休，多次被授予全军先进离退休干部。离休后参与编辑出版《李德生在动乱岁月：从军长到党中央副主席》、《变迁中的世界格局》、《生命线之歌》等书籍。
现任中华儿童文化艺术促进会高级顾问、中华爱国工程联合会顾问。